# Breathe (chanson des Angels and Airwaves)
Pour les articles homonymes, voir Breathe (homonymie).
Singles de Angels & Airwaves
Secret Crowds
(2007) Hallucinations
(2010)
Pistes de I-Empire
Everything's Magic
(2) Love Like Rockets
(4)
Breathe est une chanson du groupe Angels & Airwaves qui apparaît sur l'album I-Empire. C'est le troisième et dernier single de l'album sortie le 20 juin 2008. 

## Liste des pistes
| Breathe | Breathe | Breathe           | Breathe | Breathe | Breathe | Breathe | Breathe | Breathe | Breathe |
| No      | Titre   | Auteur            | Durée   |         |         |         |         |         |         |
| ------- | ------- | ----------------- | ------- | ------- | ------- | ------- | ------- | ------- | ------- |
| 1.      | Breathe | Angels & Airwaves | 5:34    |         |         |         |         |         |         |
| 5:34    |         |                   |         |         |         |         |         |         |         |